# Furilfuramida
La furilfuramida es un nitrofurano de fórmula molecular C11H8N2O5. Fue utilizado como aditivo alimentario antimicótico hasta que se demostró su potencial carcinógeno.